# 松本ぷりっつ
松本 ぷりっつ（まつもと ぷりっつ、1974年1月12日 - ）は、埼玉県所沢市出身、北海道育ちの漫画家。本名未公表。血液型はO型。

## 経歴
幼稚園教諭時代に『別冊マーガレット』（集英社）にて4コマ漫画家としてデビューを果たす。以後は『デラックスマーガレット』に5作品を発表する。また、結婚を機に幼稚園教諭を退職。
2005年10月より自身のブログ（アメーバブログ）にて子育て実体験の漫画日誌『うちの3姉妹』を公開したところ、たちまち人気となり主婦の友社から書籍化されるまでに至った。また2008年4月から2010年12月までテレビ東京系列でアニメ化もされ、2019年にはアニメ映画として公開された。また同名の漫画を中心に据え、2006年に創刊された漫画雑誌『すくすくパラダイス』のメイン執筆者となる。　
他には元幼稚園教諭の経験から『おひさま幼稚園』『ぴよぴよ保育園あいこせんせい!』等を連載する。
2010年からは競馬雑誌の週刊Gallopの1月17日号から『おってけ!3ハロン』の連載を開始している。
2011年4月 『うちの3姉妹』のブログが終了。（同時に松本ぷりっつオフィシャルブログ「おっぺけですけど いいでそべつに。」でブログを開始）
2014年5月 自身と夫の英会話の内容を描いたコミックエッセイ「悪あがき英会話〜アラフォー夫婦の挑戦〜」が開始。
2016年5月 自身と夫が気ままに食べ歩きをする「ぷりっつさんちのぶらりうまいもの散歩」が開始。
2020年6月11日、YouTubeチャンネルを開設。あつまれ どうぶつの森やエーペックスレジェンズを家族と一緒に実況プレイする動画などを公開している。
2025年3月30日、自身の公式サイト「ぷりっつぺーじ」を開設。ダイヤリーブログやうちはおっぺけ、おってけ３ハロンなどを公開している。

## 受賞歴
- 2005年12月 - アメーバブログ新人賞[6][7]

## 作品一覧
- ぴよぴよ保育園あいこせんせい!（2005年11月号、2006年3月号 - 2007年3月号、まんがくらぶ、竹書房）
- 麻雀であった笑える話（作品発表年不明、近代麻雀オリジナル、竹書房）
- おひさま幼稚園（2001年6月号 - 2006年3月号、小説すばる、集英社）
- うちの3姉妹（2005年 - 2010年、主婦の友社）
  - うちの3ねこ（2011年1月号 - 2017年7月号、まんがライフオリジナル→2017年7月10日 - 2022年11月17日、すくすくパラダイスぷらす、竹書房）
  - ぷりっつさんち（2011年4月22日 - 、主婦の友社）
  - うちはおっぺけ 3姉妹といっしょ（2011年 - 、すくすくパラダイス、竹書房）
  - うちのすえっこ[8]（2021年2月23日 - 2022年2月26日、すくすくパラダイス、竹書房）
- もえるお兄ちゃん（2006年、まんがくらぶオリジナル、竹書房）
- あすなろかぞく（2010年 vol.24 - 2012年 vol.34、すくすくパラダイス、竹書房）
- にじいろあっちゃん（2011年12月号 - 2015年5月号、YOU、集英社）
- 悪あがき英会話（2015年 - 2016年、メディアファクトリー）
- 散歩シリーズ（2016年 - 、KADOKAWA）
  - ぷりっつさんちのぶらりうまいもの散歩
  - ぷりっつさんちのぶらりうまいもの散歩おかわり!
  - 松本ぷりっつの夫婦漫才旅 ときどき3姉妹
  - 松本ぷりっつの夫婦漫才旅 ときどき3姉妹 NO密さんぽ
  - 松本ぷりっつの夫婦漫才旅ときどき3姉妹　推し旅編
- 松本ぷりっつのダンナ50歳、楽しく健康イケオジ部（2025年1月-、すくパラ倶楽部）

## 書籍一覧

### エッセイ
- うちの3姉妹（全16巻＋特別編＋増刊号編＋ジュニア版全4巻＋うちの3姉妹4コマ版全4巻＋アニメコミック全20巻＋アニメ絵本全3巻）
- ぷりっつ家は今日ものほほん[9]
- ぷりっつさんち（既刊７巻）

以上主婦の友社より
- うちはおっぺけ 3姉妹といっしょ（既刊10巻）
- うちの3ねこ（全6巻）[10][11][12][13][14]
- うちのすえっこ（全1巻）

以上竹書房より
- 悪あがき英会話 アラフォー夫婦の挑戦（全1巻）（英語監修:高橋基治）[15]

以上メディアファクトリーより
- 散歩シリーズ
  - ぷりっつさんちのぶらりうまいもの散歩[16]
  - ぷりっつさんちのぶらりうまいもの散歩おかわり![17]
  - 松本ぷりっつの夫婦漫才旅 ときどき3姉妹[18]
  - 松本ぷりっつの夫婦漫才旅 ときどき3姉妹 NO密さんぽ編
  - 松本ぷりっつの夫婦漫才旅 ときどき3姉妹 おっぺけまかりとおる編
  - 松本ぷりっつの夫婦漫才旅 ときどき3姉妹ゆるっと開運編

以上KADOKAWAより
- マンガ育児ことわざ（西原理恵子他31名と共著）[19]

以上実業之日本社

### コミックス
- ぴよぴよ保育園あいこせんせい[20]
- 松本ぷりっつの子育てバッチコイ![21][22]
- 松本ぷりっつの子育てバッチコイ! ぶっとび出産編[23]
- 松本ぷりっつの子育てバッチコイ! ぶっとびパニック編[24]
- おってけ!3ハロン（全3巻）[25][26][27]
- あすなろかぞく[28]
- にじいろあっちゃん（全3巻）[29][30][31]

### 挿絵・イラスト
- その住まいで子どもをちゃんと育てる自信、ありますか?（著：猪熊弘子）[32]
- 笑う介護。-ツライ日々を変えたのは「笑い」の最強パワーだった（著：岡崎杏里）[33]
- ぐんぐんこどもの足が速くなる〜4スタンス理論で劇的に変わる〜（著：廣戸聡一）[34]
- みんなの認知症（著：岡崎杏里）[35]
- 1日10分 おうちでできるリトミック（著：リトビュア）[36]
- ママの心がふわりと軽くなる 子育てサプリ（著：佐々木正美）[37]
- わたし、がんばったよ。急性骨髄性白血病をのりこえた女の子のお話。（著者：岩貞るみこ）[38][39]

## キャラクターデザイン
- ライオン 『ブライトW 除菌&抗菌』（2011年7月1日、CMキャラクターデザイン[40]）
- 『ごごネタ!ママ笑みTV』（TBS、2012年6月22日[41] - 2013年9月27日）[42]